# Spartizione dell'Albania

Mappa dello stato albanese proposto dal governo provvisorio del Principato d'Albania, rispetto alla proposta della Lega Balcanica insieme a Francia e Russia e ai confini fissati dagli Ambasciatori e dalla Commissione di confine.

La Spartizione dell'Albania (in albanese Copëtimi i Shqipërisë) è un termine usato per la suddivisione dello Stato albanese, che proclamò la sua indipendenza il 28 novembre 1912. La definizione della nuova istituzione del Principato d'Albania secondo i termini della Conferenza di Londra del 1912-1913 (29 luglio 1913) e degli ambasciatori delle sei grandi potenze di quel tempo (Gran Bretagna, Francia, Germania, Austria-Ungheria, Russia e Italia) lasciò le popolazioni albanesi e non albanesi su entrambi i lati del confine. I rappresentanti del movimento nazionale albanese videro ciò come una spartizione dei territori di un vilayet albanese proposto e dei territori rivendicati e abitati dagli albanesi.
Dopo l'istituzione dello stato albanese, vi furono piani per un'ulteriore spartizione dell'Albania durante la prima guerra mondiale; tuttavia, l'Albania non fu suddivisa e mantenne la sua esistenza indipendente. Ulteriori piani di spartizione furono negoziati durante e dopo la seconda guerra mondiale.

## Storia

### Preludio

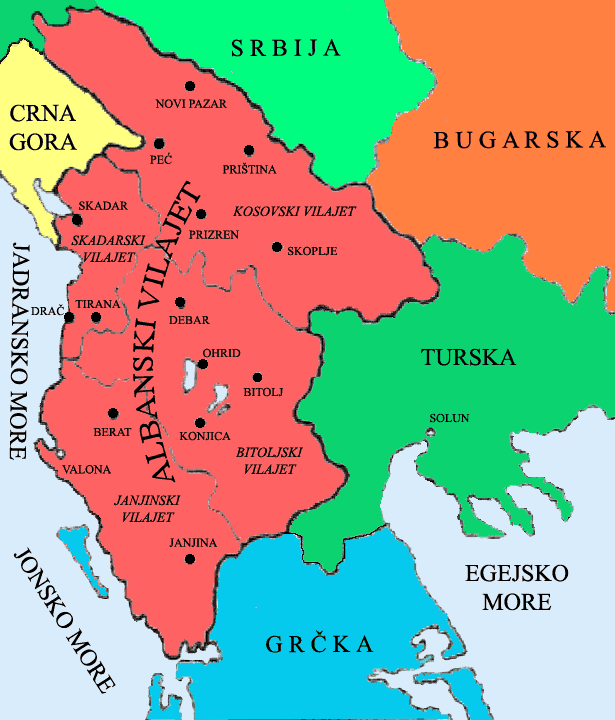
I quattro vilayet ottomani chiaramente divisi (vilayet di İşkodra, Yannina, Monastir e Kosovo come proposto dalla Lega di Prizren per la piena autonomia).

La guerra russo-turca del 1877-1878 ridusse gravemente i possedimenti ottomani nella penisola balcanica, lasciando l'impero con solo un possedimento precario sulla Macedonia e sui Balcani occidentali. Gli albanesi erano stati sotto l'Impero ottomano dal 1479 con la caduta di Scutari. La regione rivendicata dal leader nazionale albanese era etnicamente eterogenea, costituita da vaste aree abitate anche da bulgari, greci, serbi, turchi e aromuni, sebbene Sami Frashëri (o Şemseddin Sami) affermasse che gli albanesi erano la popolazione maggioritaria nei quattro vilayet di İşkodra, Yannina, Monastir e Kosovo. Il primo trattato del dopoguerra, il trattato di Santo Stefano firmato il 3 marzo 1878, assegnò terre popolate da albanesi a Serbia, Montenegro e Bulgaria. L'Austria-Ungheria e il Regno Unito bloccarono l'accordo perché assegnava alla Russia una posizione predominante nei Balcani e di conseguenza sconvolgeva l'equilibrio di potere europeo. Nel corso dell'anno si tenne a Berlino una conferenza di pace per risolvere la controversia.

### Congresso di Berlino
Il Congresso di Berlino assegnò al Montenegro le città di Bar e Podgorica e le aree intorno ai villaggi di montagna di Gusinje e Plav, che i leader albanesi consideravano territorio albanese e come una divisione dei territori abitati dagli albanesi. Questa decisione portò alla creazione della Lega di Prizren per contrastare la perdita di territori in cui gli albanesi erano la maggioranza e a organizzare sforzi di resistenza armata a Gusinje e a Plav, dove le forze montenegrine incontrarono una feroce resistenza. Un membro di una tribù di confine all'epoca descrisse la frontiera come "fluttuante nel sangue". A causa della forte resistenza, il Congresso ritornò sui suoi passi e, in accordo con gli ottomani, decise di assegnare Ulcinj al Montenegro come compensazione per la mancata cessione delle due località montane. La Lega di Prizren fu costretta a ritirarsi da Ulcinj dopo essere stata schiacciata dall'esercito ottomano guidato da Dervish Pasha. Nel febbraio 1879, le potenze insistettero affinché la Porta cedesse le aree rivendicate dagli albanesi di Plava, Podgorica, Gucia e Ulcinj, e ritirasse tutte le truppe ottomane dalle zone contese.

### Guerre balcaniche

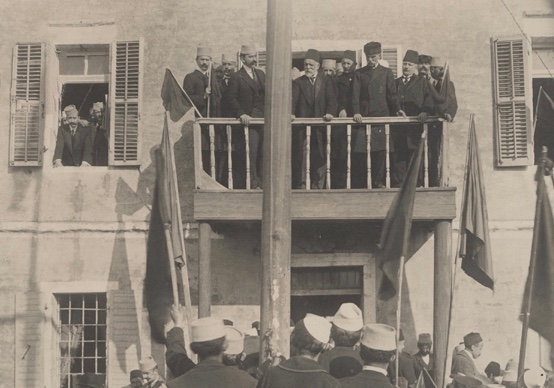
Dichiarazione d'indipendenza albanese a Valona 1912.

L'8 ottobre 1912, le truppe montenegrine marciarono nel vilayet di Scutari. A ciò seguirono Serbia, Bulgaria e Grecia per dichiarare guerra all'Impero ottomano, dando così inizio alla prima guerra balcanica. Le forze montenegrine, serbe e greche avanzarono nei territori che erano prevalentemente popolati da albanesi e cercarono di cambiare la realtà etnica attraverso lo sterminio della popolazione albanese, con circa 25.000 albanesi uccisi all'inizio del 1913. Allarmati dai piani di Montenegro, Serbia e Grecia di spartire tra loro i territori dei Balcani occidentali, i delegati albanesi si incontrarono in un congresso a Valona, dove il 28 novembre 1912 dichiararono l'indipendenza dell'Albania.
Il 3 dicembre 1912, gli ambasciatori delle sei grandi potenze dell'epoca (Gran Bretagna, Francia, Germania, Austria-Ungheria, Russia e Italia) si riunirono a Londra per decidere le sorti dei territori abitati dagli albanesi. Dopo molte discussioni, gli ambasciatori raggiunsero una decisione formale il 29 luglio 1913 per stabilire il Principato d'Albania la cui indipendenza sarebbe stata riconosciuta. Tuttavia più della metà del territorio dell'Albania indipendente e circa il 30%-40% della popolazione di etnia albanese sarebbe stata assegnata a Serbia, Montenegro e Grecia. Sebbene privata di più della metà del suo territorio etnico, l'Albania sarebbe diventata uno stato sovrano indipendente dall'Impero ottomano.

### Delimitazione del confine albanese
Diverse commissioni di confine furono inviate in Albania per delineare i confini del nuovo stato su base etnografica, secondo i termini delle Conferenze di pace di Londra. Tuttavia, non essendo in grado di delineare su tale base l'area dell'Albania meridionale, la Commissione ricorse ad argomenti economici, strategici e geografici per la delimitazione del confine meridionale. Di conseguenza, la maggior parte dell'area contesa fu lasciata all'Albania. Questa decisione catalizzò una rivolta tra la popolazione greca locale la quale era stata temporaneamente stabilita attraverso il protocollo di Corfù.

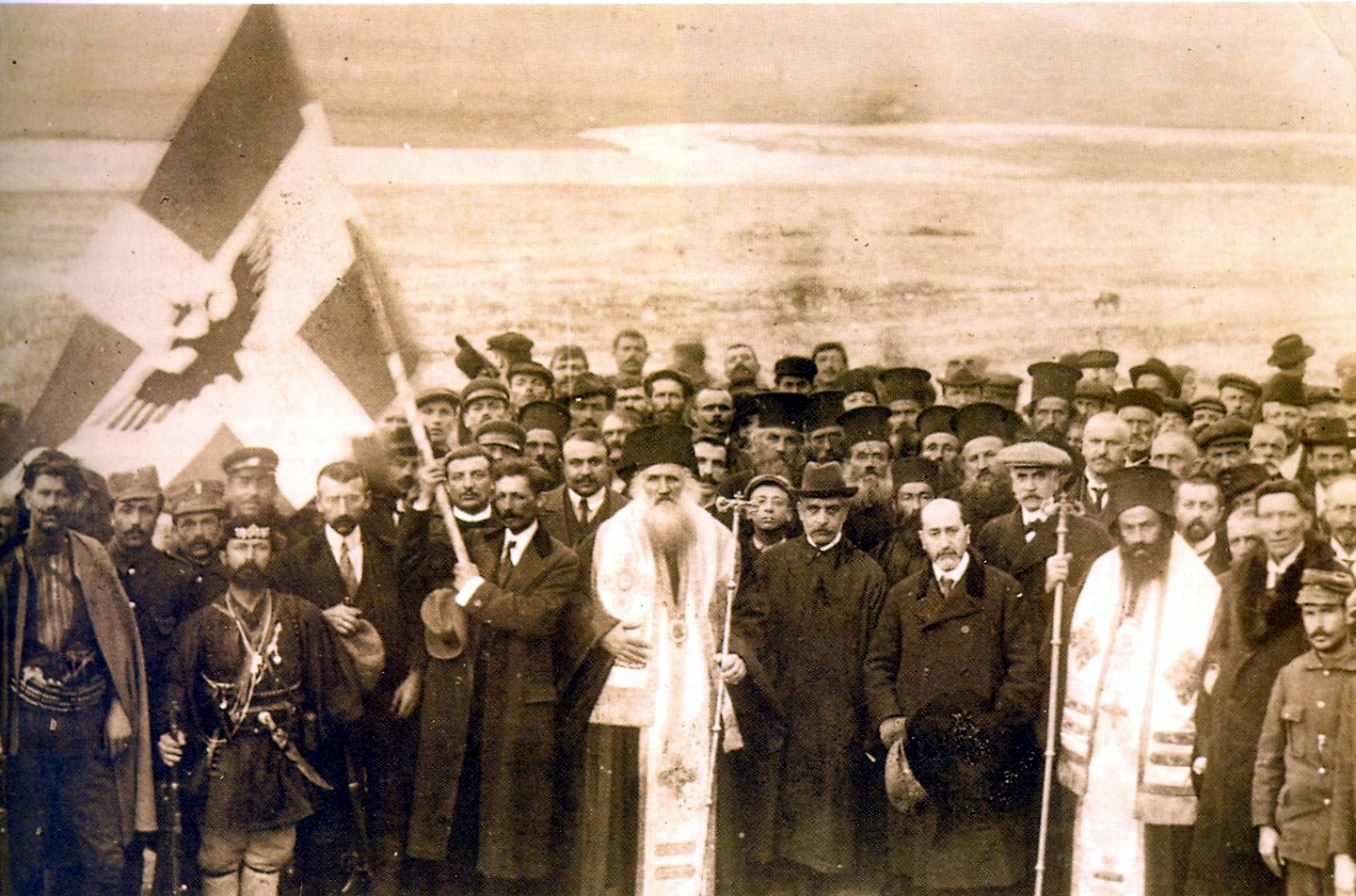
Dichiarazione di indipendenza dell'Epiro settentrionale ad Argirocastro, contro l'annessione della regione al nuovo stato albanese.

## Piani per un'ulteriore spartizione dell'Albania
Dopo l'istituzione dello stato albanese, nel 1912, vi furono piani per un'ulteriore spartizione dell'Albania durante la prima guerra mondiale. Nel 1915, un trattato segreto firmato a Londra includeva la suddivisione del paese. Come parte di questo trattato, nel 1919 fu firmato un accordo tra Italia e Grecia che includeva piani di annessione dell'Albania tra i due paesi. Secondo questo accordo, noto come accordo Venizelos-Tittoni, firmato il 20 luglio 1919, l'Epiro settentrionale (parti dell'Albania meridionale) sarebbe stata incorporata alla Grecia, mentre la Grecia avrebbe riconosciuto un mandato italiano per l'Albania centrale.
Prima dell'invasione italiana dell'Albania nel 1939, ci furono discussioni sulla suddivisione tra Jugoslavia e Italia. D'altra parte, nel 1944, mentre l'Albania passava sotto il controllo comunista, una risoluzione del Senato degli Stati Uniti sostenne la cessione dell'Epiro settentrionale alla Grecia.

## Risvolti

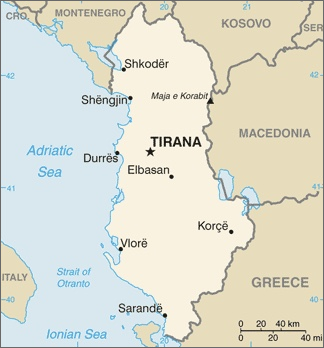
Qualsiasi piano di spartizione dello Stato albanese non ebbe successo e l'Albania mantenne i suoi territori del 1913 (nell'immagine).

I confini del Principato d'Albania stabiliti nel 1913 lasciarono un gran numero di albanesi di etnia albanese fuori dal nuovo stato e molti di loro fuggirono o furono cacciati con la forza all'interno dei confini riconosciuti dell'Albania. In Kosovo, le truppe serbe tentarono di alterare la composizione demografica della regione attraverso espulsioni di massa. Oltre 100.000 albanesi emigrarono dal Kosovo durante il 1918-1941.